# Jan František Händl
Jan František Händl (1691 – 8. března 1751 Manětín) byl český římskokatolický kněz a barokní malíř.

## Život
Händl působil v Manětíně nejprve jako kaplan na zámku Lažanských z Bukové. Byl malířem samoukem, ale při prvním pobytu Petra Brandla v Manětíně se u něj přiučil. Po smrti faráře Václava Alexiuse Pleschnera v roce 1721 se Händl stal farářem a za jeho působení byla fara povýšena na děkanství. Děkan Händl zemřel na jaře 1751 na zanícení krku a byl údajně pochován ve vlastní hrobce, kterou si nechal sám udělat v předsíňce děkanského kostela. V roce 1932 byla hrobka otevřena, ale byla prázdná.
V roce 1730 namaloval Händl oltářní obraz sv. Rodiny pro manětínskou hřbitovní kapli sv. Josefa. V roce 1738 namaloval pro manětínský děkanský kostel sv. Jana Křtitele dva obrazy Přátelství Kristovo a Ukřižovaný, které jsou umístěné na bočních oltářích nad rakvemi světic Justiny a Inocencie. V letech 1742, 1744 a 1745 namaloval Händl sérii obrazů pro manětínský hřbitovní kostel sv. Barbory: Máří Magdalena, Navštívení P. Marie, Sv. Vavřinec a Sv. Tadeáš. O pět let později k nim připojil ještě obraz Sv. Václava. Pro kostel sv. Petra a Pavla v Křečově namaloval v roce 1750 oltářní obraz Sv. Petra a Pavla, v kostele je ještě druhý nedatovaný Händlův obraz Sv. Morsina.
Jan František Händl je vyobrazen na jednom z portrétů zámeckého služebnictva a úřednictva hraběnky Marie Gabriely Lažanské, který vytvořil malíř Václav Dvořák.